# Hruševka
Hruševka este o localitate din comuna Kamnik, Slovenia.